# Franz Hitze

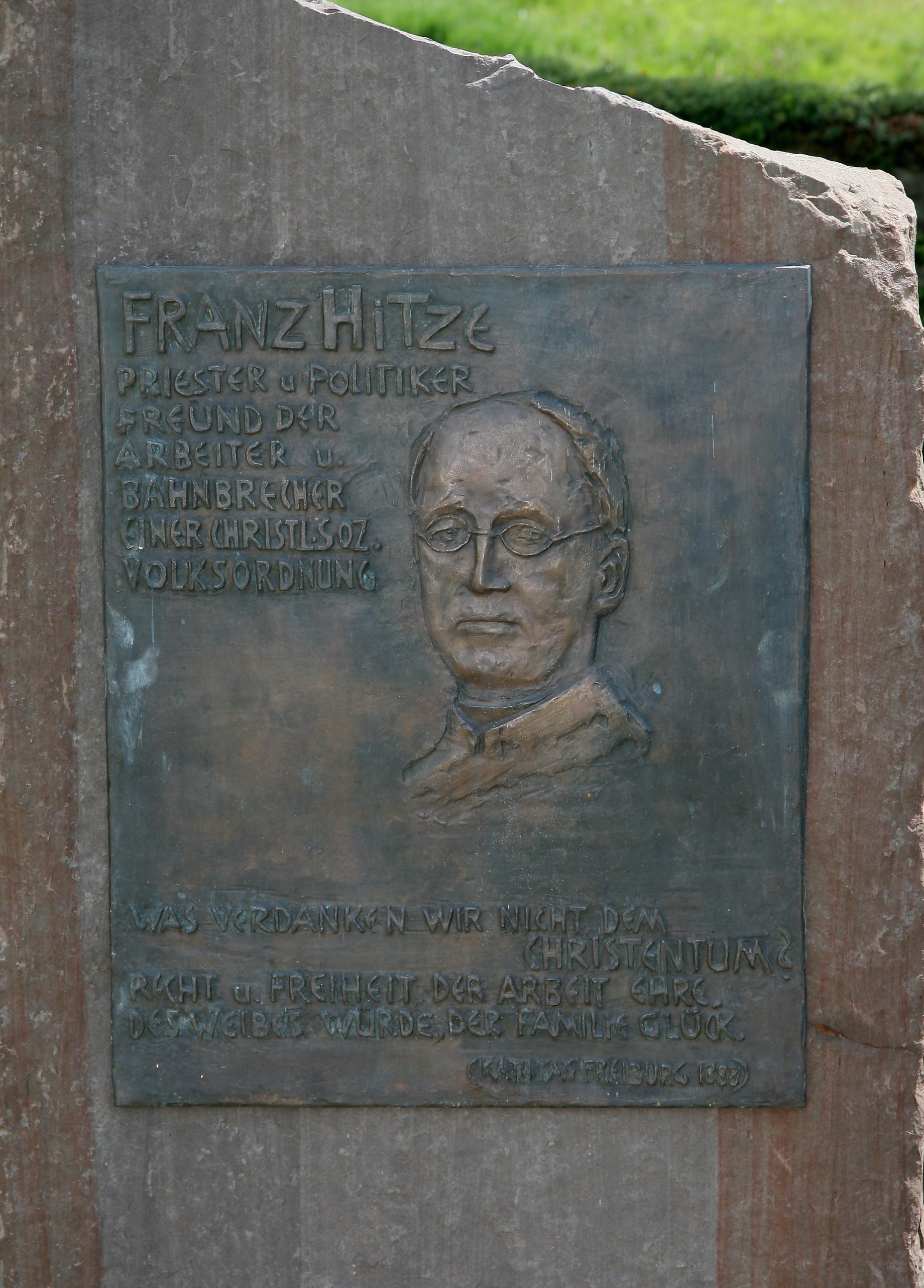
Franz Hitze, minnestavla vid hans gravställe i Olpe

Franz Hitze, född 16 mars 1851 i Hanemicke vid Olpe, död 20 juli 1921 i Bad Nauheim, var en tysk romersk-katolsk präst och socialpolitiker.
Hitze prästvigdes 1878, blev 1880 generalsekreterare för en förening av katolska industriidkare i Mönchengladbach, Arbeiterwohl, Verband katholischer Industrieller und Arbeiterfreunde, och i denna egenskap redaktör för månadsskriften "Arbeiterwohl". År 1893 blev han e.o. och var 1904–20 ordinarie professor i "kristlig samhällsvetenskap" vid akademien i Münster. Åren 1882–93 och 1898–1912 var han ledamot av preussiska deputeradekammaren och från 1885 av tyska riksdagen (för det katolska Centrumpartiet). I sin politiska verksamhet ägnade han sig främst åt arbetarfrågan och verkade även som skriftställare på detta område. På hans 70-årsdag (1921) ägnades honom en festskrift "Soziale Arbeit im neuen Deutschland".